# Prager Senioren-Convent

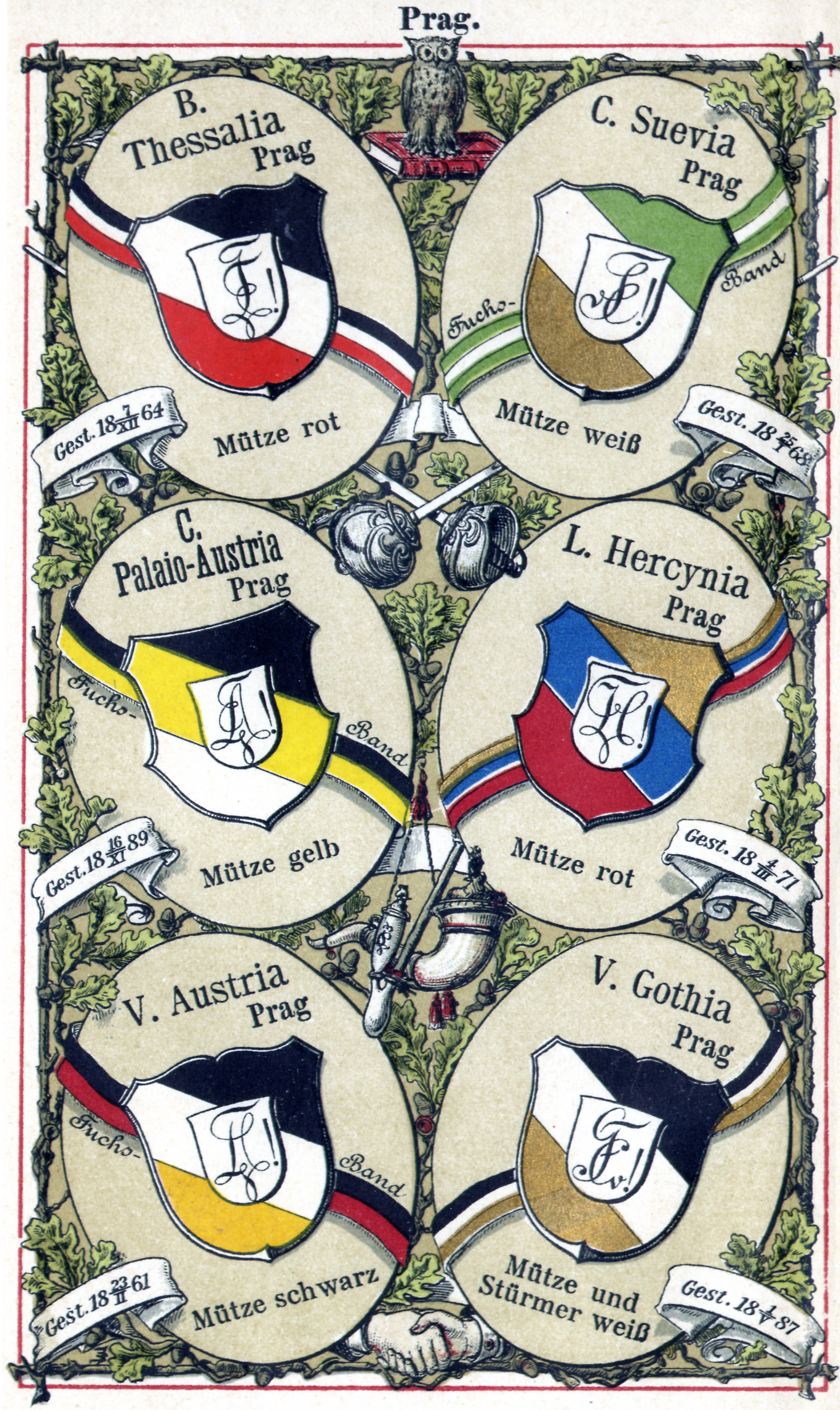
Burschenschaften, Corps, Landsmannschaften und Verbindungen in Prag (1905)

Der Prager (Allgemeine) Senioren-Convent war der Zusammenschluss von zwei Senioren-Conventen in Prag. Der ältere technische SC wurde von Corps mit Hörern des Prager Polytechnikums gegründet. Den jüngeren akademischen SC riefen Corps mit Studenten der Karls-Universität ins Leben. Wie die anderen Studentenverbindungen standen die Corps in der Zeit von 1870 bis 1914 im Brennpunkt des Nationalitätenkonflikts zwischen Tschechen und Deutschen.

## Geschichte
Als Historiker schon 1851/52 von Leo von Thun und Hohenstein an die Karls-Universität Prag berufen, betrieb Constantin von Höfler die Reform von Prags akademischen Einrichtungen. Nach der deutschen Reichsgründung erstarkte in Österreich die deutschnationale Bewegung. Im Königreich Böhmen trat der Gegensatz zwischen Deutschliberalen und Deutschnationalen einerseits und dem katholischen, unbedingt Habsburg-treuen Klerus andererseits immer mehr zutage. Die Geistlichkeit verbündete sich mit den slawischen Föderalisten und dem böhmischen Adel. Von den österreichischen Universitäten hatte Innsbruck nach dem Verständnis der Zeitgenossen den rückständigsten Lehrbetrieb, während Prag als aufgeschlossenste Hochschulstadt galt.

### Technischer SC
Die tschechisch-deutschen Gegensätzlichkeiten hatten ihre Rückwirkung auf die innere Entwicklung der Studentenverbindungen. Das Corpsprinzip wurde gestärkt, als die technische Verbindung Suevia Prag sich am 11. Mai 1871 zum Corps erklärte und sich wenig später, am 27. Juni 1871, mit Frankonia Prag zu einem technischen Senioren-Convent zusammenschloss. Anders als in den 1860er Jahren und anders als von jeher in Österreich neigte man in Prag nun zur Bildung getrennter SC. Die Corps paukten mit den akademischen Verbindungen Albia und Austria.

### Progress
Zu Pfingsten 1873 feierte die Lese- und Redehalle der deutschen Studenten in Prag ihr 25. Stiftungsfest. Beim Festakt waren alle farbentragenden Verbindungen Prags und zahlreiche auswärtige Korporationen vertreten. Dabei legte die Burschenschaft Germania – nicht schwarz-gelb, sondern großdeutsch eingestellt – mit anderen progressistischen Vereinigungen den Grundstein zum progressistischen Salmannsdorfer Delegierten-Convent. Von den damaligen Verbindungen war die Burschenschaft der schärfste Gegner der Corps. Im Januar 1874 konstituierte sich mit Concordia eine weitere progressistische Burschenschaft. Ihre Mitglieder waren Hörer der Deutschen Technischen Hochschule.

### Akademischer SC

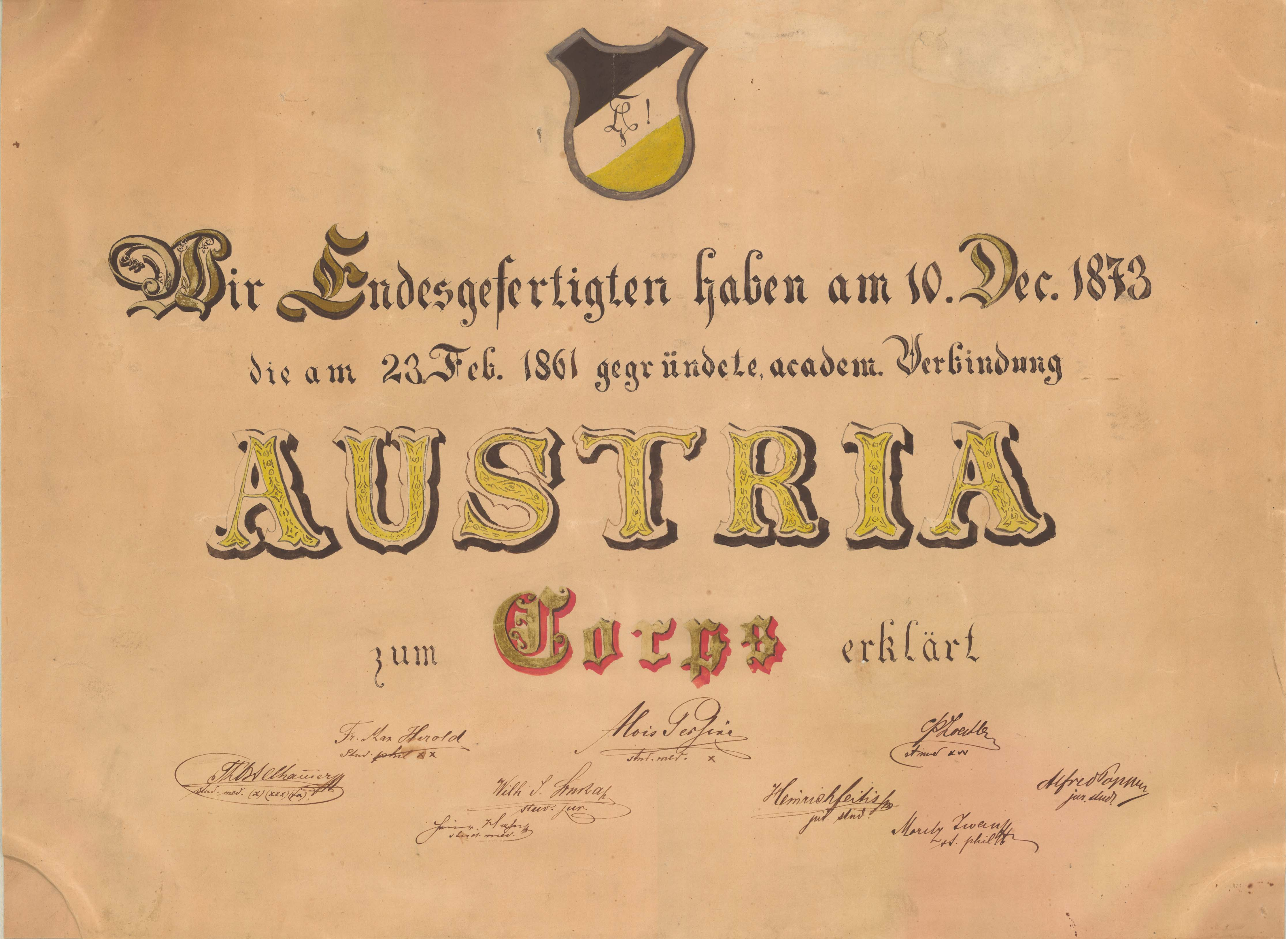
Corpserklärung Austria 1873

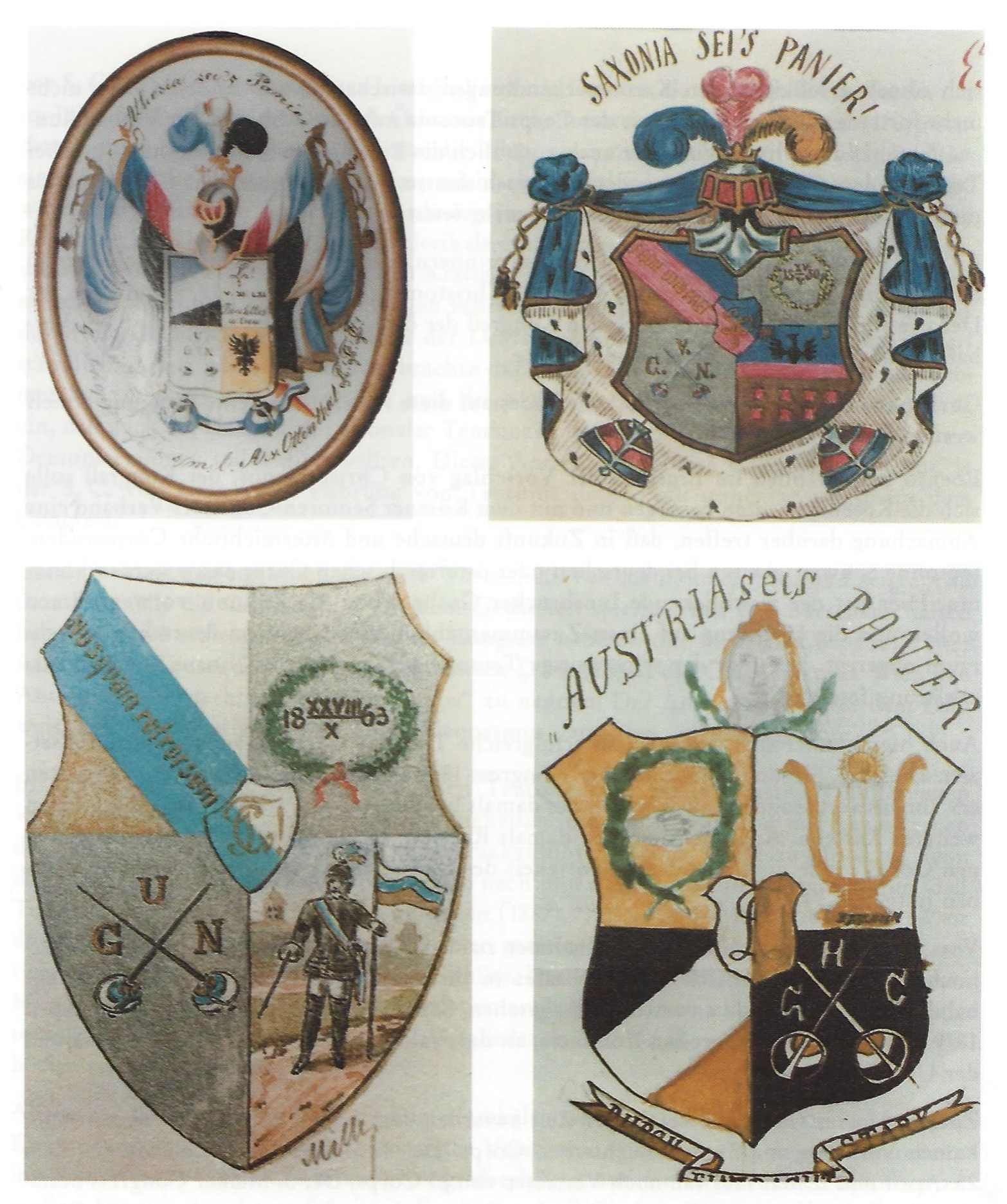
Blaues Kartell: Athesia Innsbruck, Saxonia Wien, Teutonia Graz, Austria Prag

Am 10. Dezember 1873 erklärte sich die Verbindung Austria zum Corps. Im Juni 1874 schloss Austria ein Kartell mit Athesia Innsbruck, dem sich bald das Corps Saxonia Wien anschloss. Frankonia Prag, Alemannia Wien und Joannea Graz schlossen ihrerseits ein Kartell am 8. Mai 1874. Der damit einhergehende Versuch einen österreichischen SC-Verband zu gründen misslang.

## Teilungsdilemma
Zu Beginn der 1870er Jahre hatte der Corpsstudent Philipp Knoll vor dem Verfassungsverein der Deutschen in Böhmen eingehend über die Verhältnisse an der Prager Universität berichtet. Aufgrund seiner Ausführungen richtete der Verfassungsverein ein Memorandum an den Club der liberalen deutschen Abgeordneten im Reichsrat (Österreich). Er wies darauf hin, „daß der unaufhaltsam an der Universität sich vollziehende (sprachliche) Dualismus, bei Beibehaltung eines gemeinsamen Senates und gemeinsamer Professorenkollegien, nur die Bedeutung und den Zweck einer vollständigen Lähmung des deutschen Elements, den natürlichen Konsequenzen nach den einer vollständigen Tschechisierung der Universität haben könne“. Auf Veranlassung der deutsch-böhmischen Reichsratsabgeordneten schilderte Knoll in einer Denkschrift das an der Prager Universität eingeführte sprachliche System. Zugleich legte er den Modellentwurf zur Errichtung einer eigenen tschechischen Universität vor. Unter Bezugnahme auf diese Unterlagen schlug das Abgeordnetenhaus (Österreich) im März 1872 die Errichtung einer selbständigen tschechischen Universität vor. Die Verhandlungen brachten keine Entscheidung. Einerseits glaubten die deutschen Abgeordneten an ein künftiges, einheitlich deutsches Österreich; andererseits wollten sie die Teilung und die zwangsläufige Verkleinerung der Universität vermeiden. Der überwiegende Teil der Professorenschaft erstrebte die Teilung.

## Konsolidierung

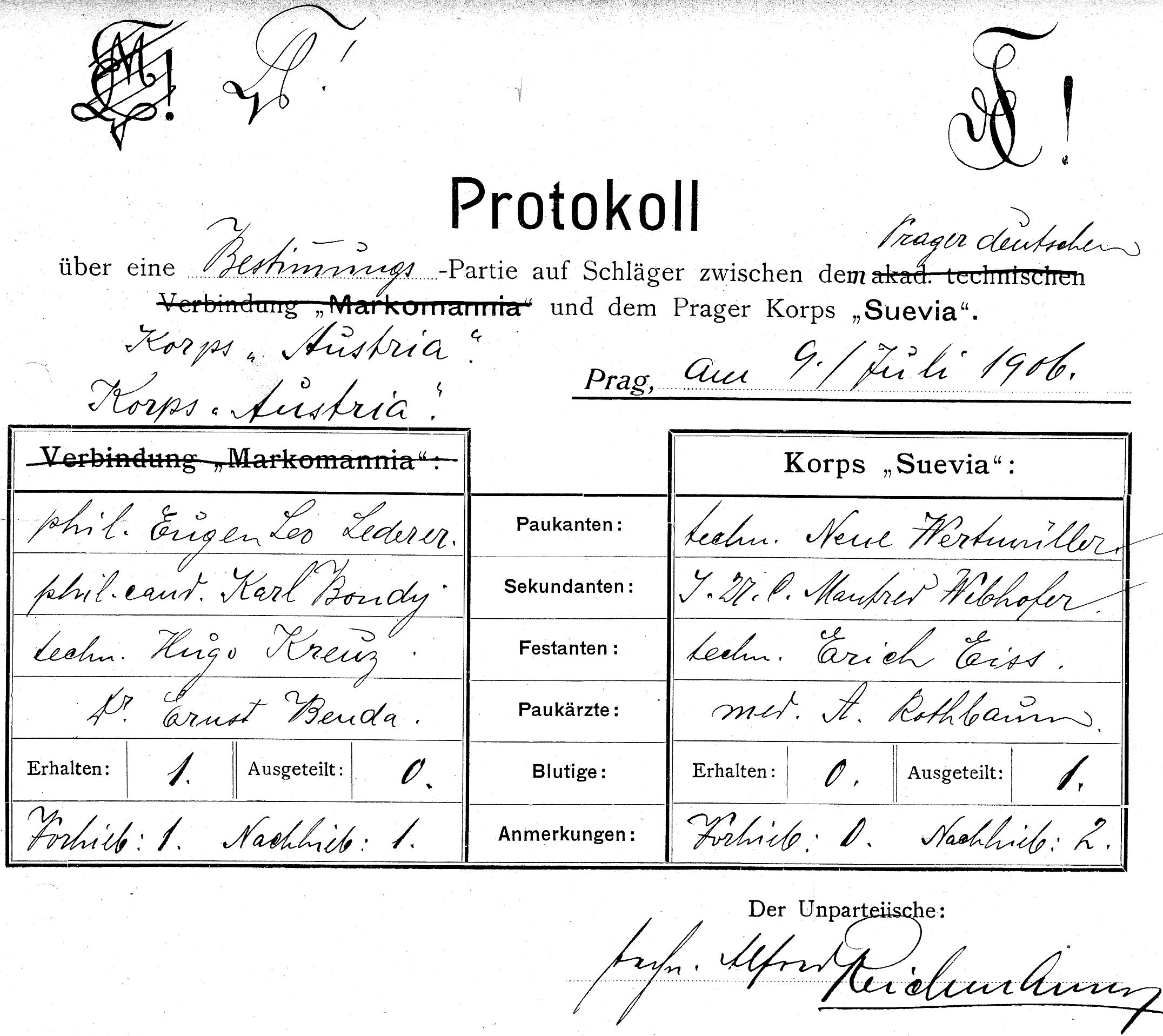
Schlägermensur zwischen den Corps Austria und Suevia

### Allgemeiner Prager SC
Am 29. Juni 1876 hatte sich die Landsmannschaft Moldavia zum Corps erklärt. Die am 1. Dezember desselben Jahres gegründete Cheruskia wurde 1878 auf Antrag von Austria in den akademischen SC aufgenommen. Am 9. Dezember 1876 ratifizierten Austria und Moldavia die SC-Statuten. Dieser akademische SC schloss sich mit dem bis dahin vorherrschenden SC der technischen Corps zum Prager Allgemeinen SC zusammen. Die bedingungslos konservative Albia nahm das Corpsprinzip an und trat im März 1878 zum akademischen SC. Der Prager Allgemeine SC bestand aus vier akademischen und drei technischen Corps. Er umfasste die Mehrzahl der farbentragenden Studenten an beiden Hochschulen und beanspruchte die Führung der Studentenschaft.

### Burschenschaften
Für die konservativen Burschenschaften wirkte sich die Existenz zweier Progressburschenschaften nachteilig aus. Germania und Concordia wurden als Grundstein der „Halle“ bezeichnet. Die technische Burschenschaft Constantia erklärte sich am 21. Februar 1877 zum technischen Corps. Am 20. November 1877 wurde sie in den technischen SC aufgenommen. Im Juni desselben Jahres hatte die Burschenschaft Teutonia beschlossen konservativ zu werden und mit der Carolina und der Thessalia zu pauken. Das bedeutete den endgültigen Abbruch der Paukbeziehungen zwischen Corps und Burschenschaften.

## Politik
1882 entstand die deutsche Karl-Ferdinands-Universität.
Für den Prager SC und seine (in Österreich national reinsten) Corps wirkte sich diese politische Entwicklung verheerend aus. Sie hatten die Gleichberechtigung aller akademischen Bürger im Vielvölkerstaat Österreich vertreten. Ihr Patriotismus und ihre Regierungstreue wurden ihnen von der Regierung in Wien nicht gedankt. Die völkische Bewegung nutzte anderen Korporationen. Den Corps wurden Mensuren verweigert, so dass sie in anderen Hochschulstädten fechten mussten. Ende Mai 1878 musste das Corps Frankonia wegen des Bosnien-Feldzugs für anderthalb Jahre suspendieren und konnte sich davon nicht mehr erholen, so dass sie nach einer kurzfristigen Wiedereröffnung bis zum Ende des Ersten Weltkriegs vertagt blieb. Die neuerdings slawophile Politik politisierte die Studentenschaft. Im Sommersemester 1878 bildete sich in der Prager Studentenschaft eine deutschnationale Partei. Es begann der Kampf um die Lese- und Redehalle der deutschen Studenten. Im bald darauf gegründeten Komité saßen die drei burschenschaftlich orientierten DC-Korporationen (Carolina, Teutonia, Thessalia), die beiden Progressburschenschaften (Germania, Concordia) und Vertreter der deutschnationalen Nichtkorporierten. Zur Silberhochzeit des Kaiserpaares am 24. April 1879 überbrachten die Corps dem Statthalter die Glückwünsche. Nach der Burschenschaft feierten die Corps am 3. Dezember 1880 einen Kaiser-Josef-Kommers im Hôtel de Saxe. Es war eine der letzten großen Veranstaltungen, die die Corps des Allgemeinen Prager SC in voller Eintracht vereinte.
Die Wahlen zur Prager Handelskammer am 27. Juni 1881 brachten einen Sieg des deutschen Kandidaten. Am nächsten Tag kam es zur Kuchelbader Schlacht. Zwar hatte sie an österreichischen und reichsdeutschen Hochschulen viele Sympathiekundgebungen zur Folge; Vorteile brachten sie aber nur den Widersachern der Corps. Ihrem unaufhaltsamen Rückgang versuchten sie mit einem Prinzipienwechsel zu entgehen. Nur Suevia stand zur alten Idee. Hingegen wuchsen Zahl und Einfluss der Burschenschaften, auch begünstigt durch die Erziehung an den Gymnasien. Zur Carolina und Teutonia kam die am 30. Oktober 1880 gegründete Ghibellinia. Die ein Jahr ältere Arminia erklärte sich zur polytechnischen Burschenschaft. Zu Burschenschaften wurden auch Hilaria (1880) und Thessalia (1883). Prag hatte sechs konservative Burschenschaften mit 20 und mehr Aktiven. Die Progressburschenschaft verschwand.

### Juden

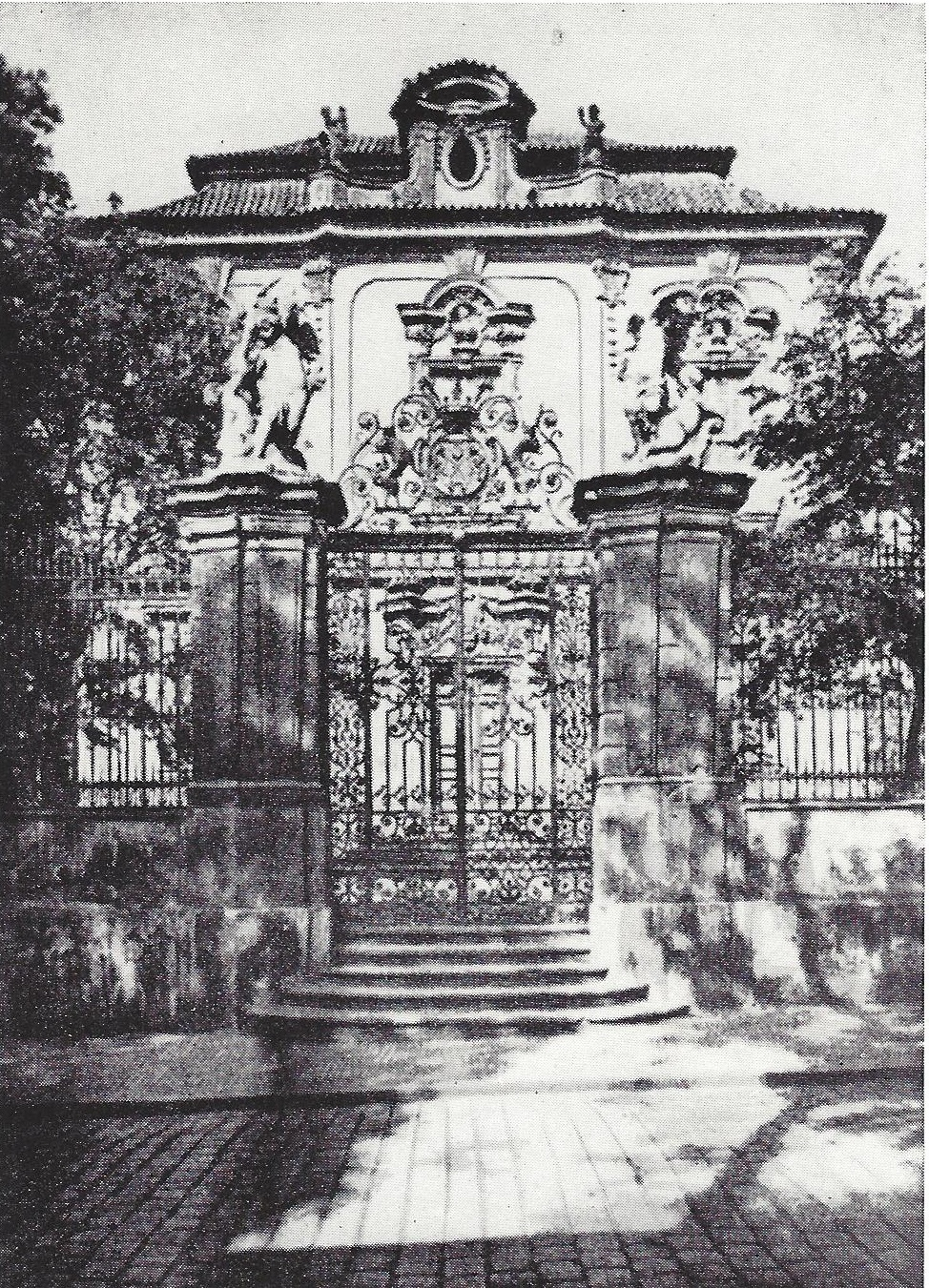
Villa Amerika, bis 1880 Corpshaus der Albia

Die Ansicht, Juden nicht als „Deutsche mosaischer Konfession“, sondern als Angehörige einer besonderen Rasse zu betrachten, kam zuerst in der deutschen Studentenschaft Wiens auf, noch vor dem Auftreten Georg von Schönerers. In Prag stieß die Idee auf erhebliche Bedenken. Zahlreiche Professoren und Franz Schmeykal, der Führer der Deutschliberalen Partei, sahen in der dann unvermeidlichen Abkehr der Juden vom Deutschtum eine zusätzliche Gefahr für die Deutschen in Böhmen. Die Prager Juden standen im 19. Jahrhundert überzeugungstreu zur deutschen Kultur, waren aber zweisprachig erzogen und eingefügt in das typische Prager Milieu. So verkehrten die Intellektuellen, Schriftsteller und Künstler im zweisprachigen Café Central. Wohl unter dem Einfluss Wiener Korporationen und des Kyffhäuserverbandes fand der Antisemitismus um 1883 Eingang bei den Prager Burschenschaften. Von den landsmannschaftlichen Vereinen folgte zuerst der Egerländer Landtag. In der Folge trat das ein, was die Liberalen vorausgesagt hatten: Es entstanden jüdisch-nationale Verbindungen, die sich gegen die Assimilierung jüdischer, deutschsprechender Studenten und gegen den deutsch-böhmischen Liberalismus stellten. Mitte der 1890er Jahre ging der Radikalismus in Prags völkischen Korporationen zurück. Die Einführung des Arierstandpunkts kostete die Burschenschaften viele Mitglieder. Die Burschenschaft Albia verlor nicht nur sämtliche jüdischen Alten Herren und Inaktiven, sondern auch viele liberale Nichtjuden, insgesamt 40 Mitglieder. Ein Viertel von Austrias Mitgliedern waren Juden.

### Erholung der Corps
1884–1889 war Suevia das einzige Corps in Prag. Das Corps Austria hatte bereits im Jahr 1884 das Corpsprinzip aufgegeben und bezeichnete sich nunmehr als deutsch-akademische Verbindung; die anderen Corps waren entweder suspendiert oder wie Albia und Constantia zur Burschenschaft gewechselt.
Über sechs Semester hielt Suevias Consenior dem Mensurhagel der radikal-völkischen Korporationen stand. Nachdem 1883 der Kongress des österreichischen Corpsverbandes die Unterscheidung in akademische und polytechnische Corps aufgehoben hatte, firmierte Suevia als akademisch-technisches Corps. Nach dem Ende des Melker Kongreß (1887) blieb sie allen folgenden Verbandsgründungen fern.
1888 entstand in Prag ein Alte-Herren-Senioren-Convent. „Um die Corpssache im allgemeinen hierorts zu heben“, beschloss er die Konstituierung eines zweiten Corps. An der Gründung der Palaio-Austria am 16. November 1889 war der Opernsänger Georg Sieglitz maßgeblich beteiligt, ebenso alte Austrianer, die dem Corpsgedanken treu geblieben waren. Suevia hatte zwei Corpsburschen abgegeben. Aktiv wurden der Privatdozent Josef Neuwirth und ein angesehener Prager Rechtsanwalt. Ferdinand Hueppe engagierte sich im AHSC, der 1891, 1892 und 1894 beachtete Kommerse feierte. Im Wintersemester 1893/94 kam Gothia als drittes Corps zum Prager SC. Aus Nachwuchsmangel musste Palaio-Austria am 17. Mai 1897 dichtmachen. Bestimmenden Einfluss hatten nun die Burschenschaften.

## Badeni

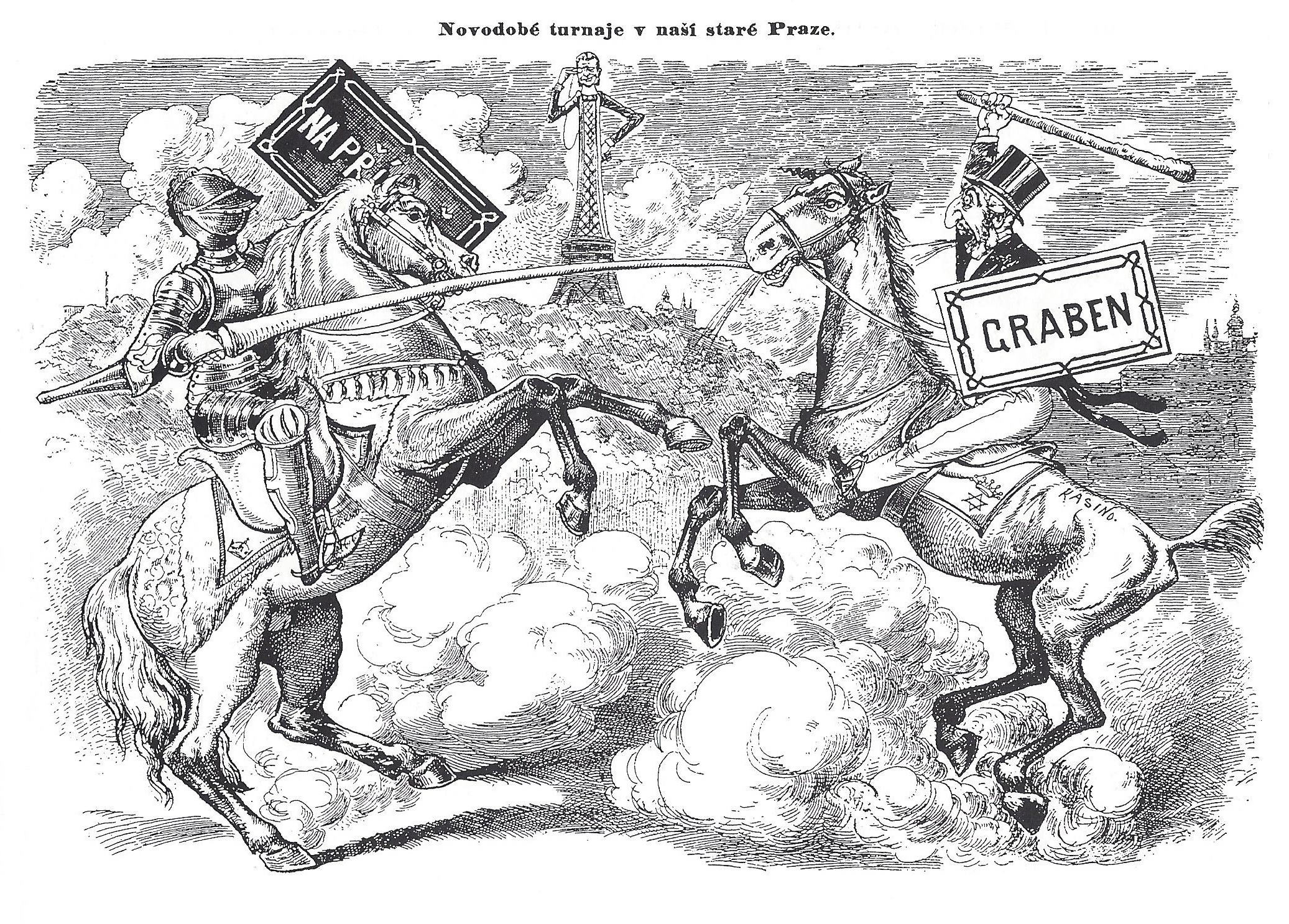
Na příkopě oder Graben

Das langlebige (slawenfreundliche) Kabinett Taaffe ging 1893 zu Ende. Nach einem kurzen Zwischenspiel unter Karl von Auersperg folgte das Ministerium unter dem polnischen Grafen Kasimir Felix Badeni. Seine Sprachenverordnung im April 1897 führte zu Handgreiflichkeiten im Reichsrat und zu Massendemonstrationen in Wien, Graz und Prag. Durch Badenis Rücktritt geriet Österreich in eine Staatskrise, die erst 1918 mit dem Zusammenbruch der Donaumonarchie endete.
Am 2. Dezember 1897 wurde über Prag das Standrecht verhängt. Als es am 10. Januar 1898 aufgehoben wurde und die Übergriffe sofort wieder einsetzten, erließ die Statthaltereibehörde ein allgemeines Couleurverbot. Daraufhin demissionierte der akademische Senat der Karl-Ferdinands-Universität. Es kam zum Vorlesungsstreik und zur Schließung der Hochschulen am 27. Februar 1898. Das Couleurverbot wurde am 3. März 1898 aufgehoben.

### Erschwertes Leben
Vor der Jahrhundertwende hatte Prag etwa 1500 Studenten. Unterkünfte gab es reichlich. „Seit den Dezemberunruhen des Jahres 1897 wurde das zweisprachige Prag mit einem Schlage tschechisch.“ Das ergab eine grundlegende Änderung der Lebensverhältnisse für die deutsche Studentenschaft. Kaum noch ein Wirt nahm eine Studentenverbindung bei sich auf. Als Einzelmieter hatte der Student unvorhersehbare Schwierigkeiten zu gewärtigen. Eine Spende der Böhmischen Sparkasse hatte bereits 1890 den Kauf des ehemaligen Grand Hotel in der Mariengasse 34 ermöglicht. Im Laufe der Jahre wurden Studentenwohnungen und eine mensa academica eingerichtet. Anlässlich des 50-jährigen Regierungsjubiläums des österreichischen Monarchen am 2. Dezember 1898 wandelte die Böhmische Sparkasse ihren Besitz in eine Studentenheimstiftung für die deutschen Hochschulen in Prag um. Vereinszimmer wurden von deutschen Verbindungen angemietet, so auch von Suevia bis 1937.
Zur 550-Jahr-Feier der Prager Universität kam eine studentische Abordnung aus Leipzig. Ihr gegenüber bezeichnete Karl Lamprecht Neuwirth als „deutschesten Mann von Prag“. Der imposanten Kundgebung deutscher Kultur und Wissenschaft blieben die Burschenschaften des Prager Delegierten-Convents fern. Aus Nachwuchsmangel musste das Corps Gothia am 2. April 1898 suspendieren. Suevia war abermals – bis 1905 – das einzige Corps in Prag. Mit „aller Gewalt“ versuchten die Tschechen, den verhassten Farbenbummel auf dem Graben zu verhindern. Am 6. März 1904 wurde er angeführt vom Rektor Carl Rabl – in Couleur. Im Böhmischen Landtag prägte er den noch heute berühmten Satz „Farbe tragen heißt Farbe bekennen“. Der Sängerschafter Rabl löste die Freya auf; denn als erste Verbindung in Prag hatte dieser Verein nordböhmischer Studenten das Waidhofener Prinzip angenommen. Nolens volens und nach Einflussnahme des Prager AHSC erklärte sich Austria am 24. Mai 1905 bereit, zu ihrem alten Status zurückzukehren und den Namen Prager deutsches Corps Austria anzunehmen. Daraufhin kündigte Suevia das Paukverhältnis mit Markomannia und dem Neustädter Kollegentag. Im Wintersemester 1905/06 wurde der Prager SC neu begründet.

### Glaubenskämpfe

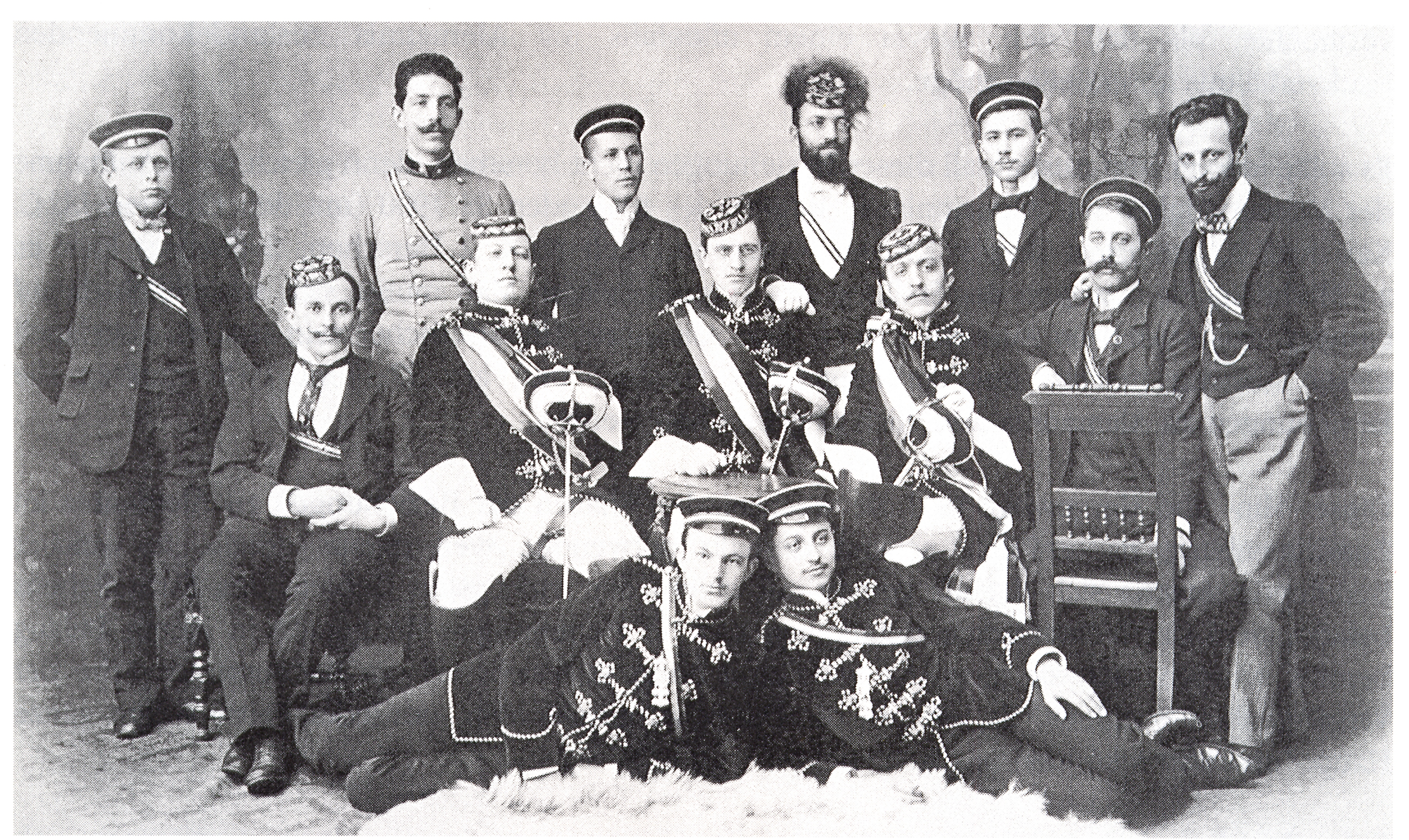
Austrianer (1899)

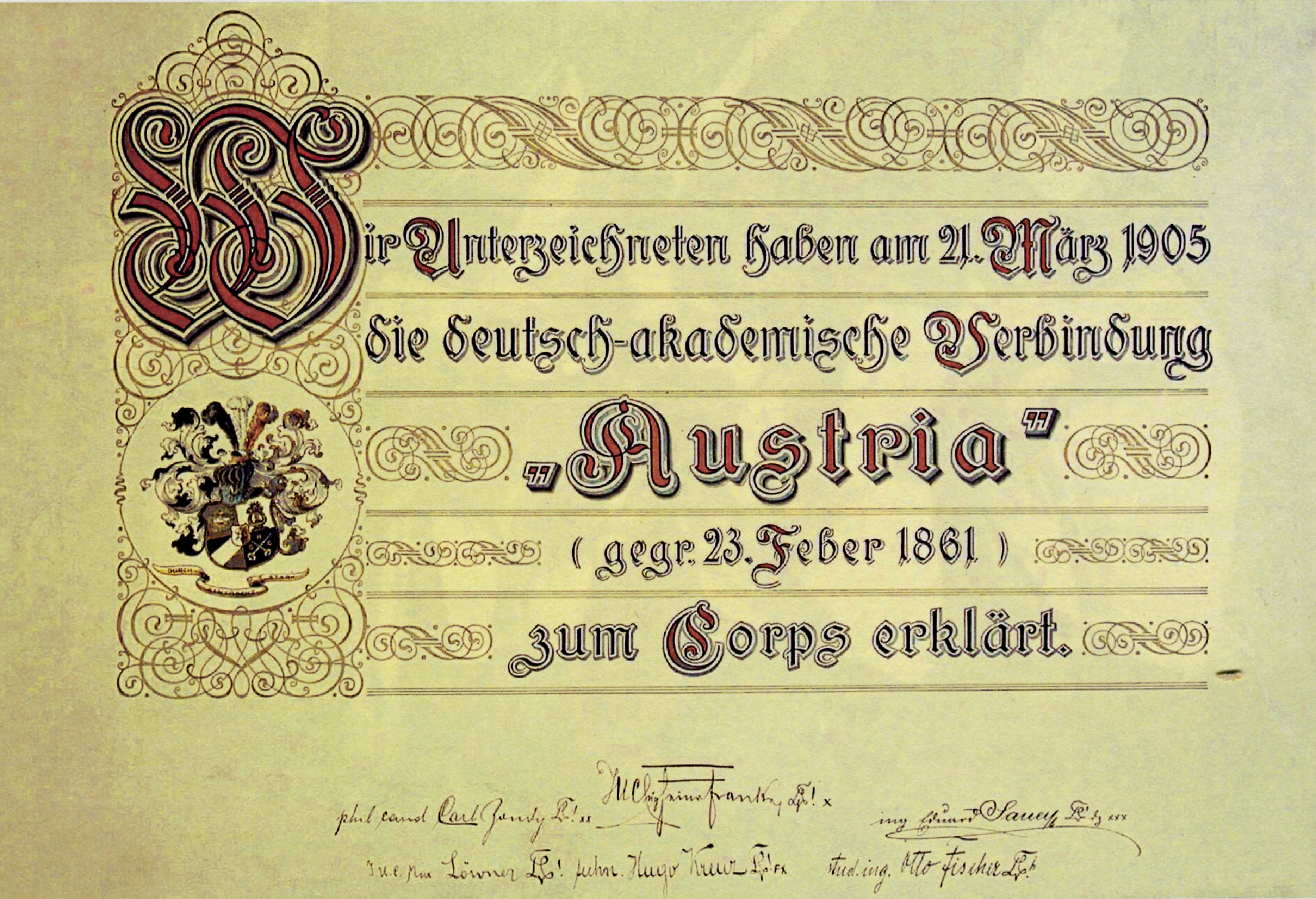
Austrias 2. Corpserklärung (1905)

Das Jahr 1906 brachte eine Verstärkung der völkischen Burschenschaft. Die seit 1892 vertagte Constantia wurde von zwei Mitgliedern der Thessalia und einem Angehörigen der Brünner Burschenschaft Arminia wieder aufgetan. Zur selben Zeit bliesen die völkischen Korporationen zur Abwehr des ultramontanen Katholizismus, der an den Prager Hochschulen immer stärker in Erscheinung trat. Der Wiener Bürgermeister Karl Lueger hatte gewisse Ziele des politischen Klerikalismus offenbart. Das hatte zu Unruhen an Österreichs Universitäten geführt. Der Österreichische Cartellverband war indessen so stark geworden, dass 1907 in Prag die dritte CV-Verbindung gegründet werden sollte. In der Wahrmund-Affäre stellte sich die nationale und liberale Studentenschaft gegen jedweden Eingriff in das Recht der freien Lehre. Es kam zum Hochschulstreik, der mit der Berufung Ludwig Wahrmunds endete.
Durch gesellschaftliche Verpflichtungen überbeansprucht, musste Suevia 1908 suspendieren. Nach der alten liberalen „Lese- und Redehalle“ und der völkischen „Germania“ entstand 1909 der Lese- und Redeverband christlicher deutscher Studenten in Prag „Akademia“ als dritter Dachverband. Austria, nunmehr einziges Corps in Prag, musste aus Partienmangel wieder einmal mit der Burschenschaft Alemannia über die Austragung von Kontrahage-Mensuren verhandeln. Im Wintersemester 1908/09 kam es wieder zu schweren Ausschreitungen der Tschechen. Um den Farbenbummel zu verhindern, ließ die Stadtverwaltung den Graben in ganzer Länge für „Bauarbeiten“ aufreißen. Von Oktober 1908 bis April 1909 wurden die deutschen Farbenstudenten an 22 Sonn- und Feiertagen von einer nach Tausenden zählenden, fanatisierten Menschenmenge erwartet. Als der Farbenbummel auf den Wenzelsplatz verlegt wurde, mussten Gendarmerie und Polizei den Platz und die benachbarten Gassen jedes Mal mit blanker Waffe räumen. Am Abend des 1. Dezember 1908 ritten Dragoner siebenmal Attacke auf dem Wenzelsplatz; drei Infanterie-Regimenter nebst starken Gendarmerie- und Polizeiaufgeboten wurden eingesetzt. Am folgenden Tag sollte aus Anlass des Kaiserjubiläums und des 560-jährigen Bestehens der Prager Universität der Grundstein für die neue deutsche und tschechische Universität gelegt werden. Den eingeladenen Professoren aus Deutschland wurde der Verzicht auf die Reise empfohlen. Als sich die Prager Studentenschaft mit ihren Gästen im Clementinum auf den Festzug vorbereitete, verkündete ein Behördenvertreter, dass soeben das Standrecht verhängt worden sei. Der Festzug entfiel, die Grundsteinlegung wurde nie nachgeholt. Die Vorfälle lösten eine Welle von Kundgebungen im Deutschen Reich aus. Im Mitteilungsblatt des Kösener Senioren-Convents-Verbands wurden die Aktiven aufgefordert, nach den drei Aktivensemestern für ein Semester nach Prag zu gehen.

### Beruhigung
Suevia machte am Tag der vereitelten Grundsteinlegung wieder auf. Im Februar 1909 stiegen die ersten Mensuren im SC. Die Corps hatten wieder Zulauf. Marchia Wien fragte beim Prager SC an, ob im Falle ihrer Corpserklärung mit der Aufnahme von Beziehungen zu rechnen wäre. Nach der Zusage erklärte Marchia sich am 21. Mai 1909 zum Corps. Bei der 500-Jahr-Feier der Universität Leipzig war Austria Gast der Corps Saxonia Leipzig, Suevia Gast des Corps Lusatia Leipzig. Die Burschenschaft der Ostmark hatte sich bei ihrer Gründung gegen das liberale Prinzip gestellt. Gemeint waren die Corps, die Juden aufnahmen. Suevia und Austria sahen sich genötigt, den liberalen Gedanken aufzugeben und sich – wie immer mehr österreichische Corps – dem deutschnationalen Standpunkt anzunähern. Das zog schwere Vorwürfe von liberaler Seite nach sich. Markomannia Prag und Marchia Wien wandten sich wegen Austrias Kursänderung ab. Mit dem Corps Joannea wurde 1913 die 1000. Partie der Austria geschlagen. Suevia focht wie Austria mit Hercynia, aber auch mit Alemannia Wien, Frankonia Brünn, Marchia Brünn und Vandalia Graz. Die Rekonstitution von Gothia Prag scheiterte an ihren preußischen Farben. Frankonia Prag hatte 1897 versucht in Wien zu rekonstituieren. In Prag fehlten für die Chargen Stützungsburschen von Corps, die keine Beziehungen zu Suevia oder Austria unterhielten. Das Verhältnis zwischen diesen beiden Corps kam 1913 wieder in das alte Einvernehmen.

## Kösener SC-Verband

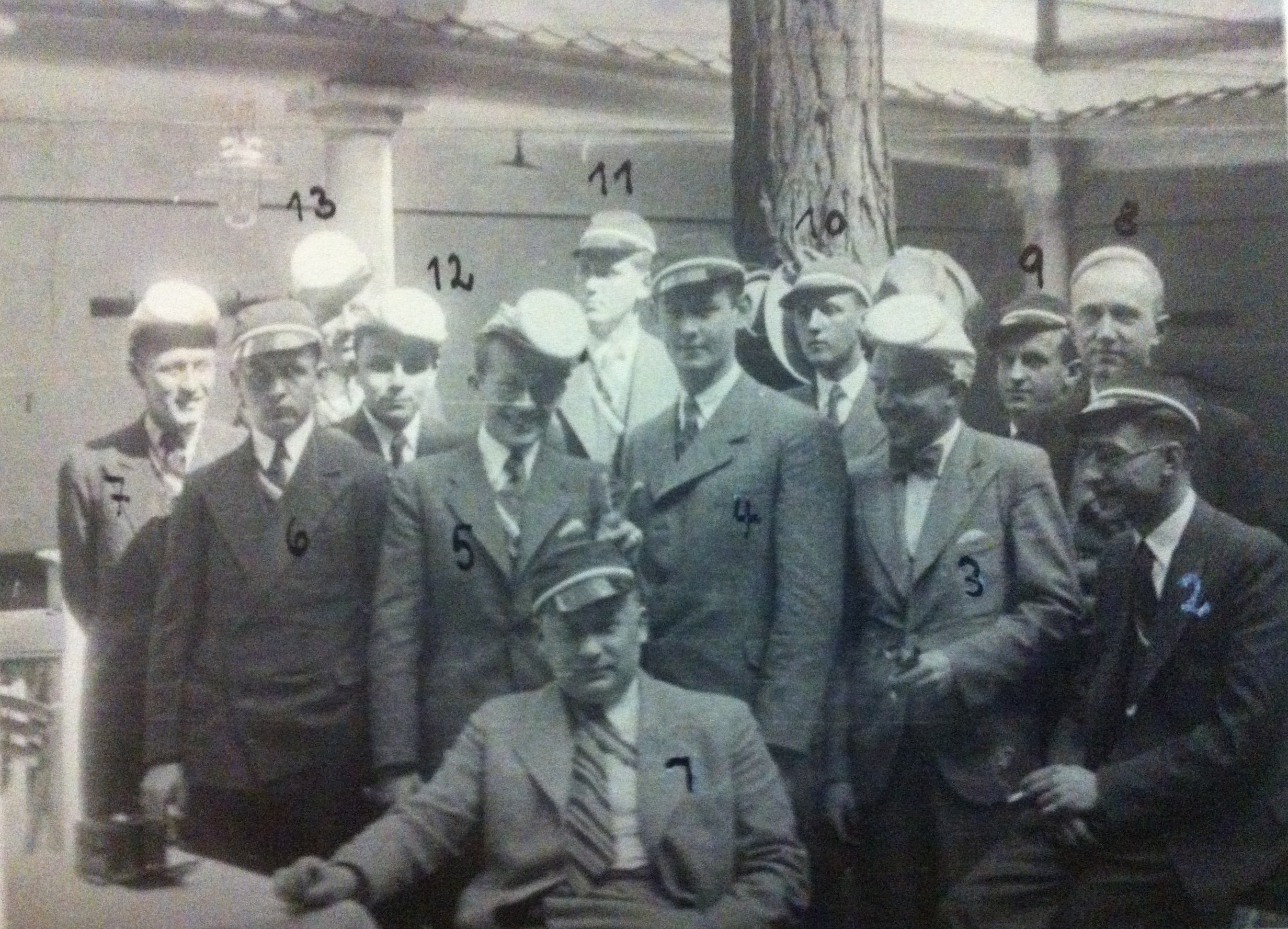
Prager SC-Frühschoppen (1934): Franken mit roter Biedermeiermütze, Schwaben mit Stürmer

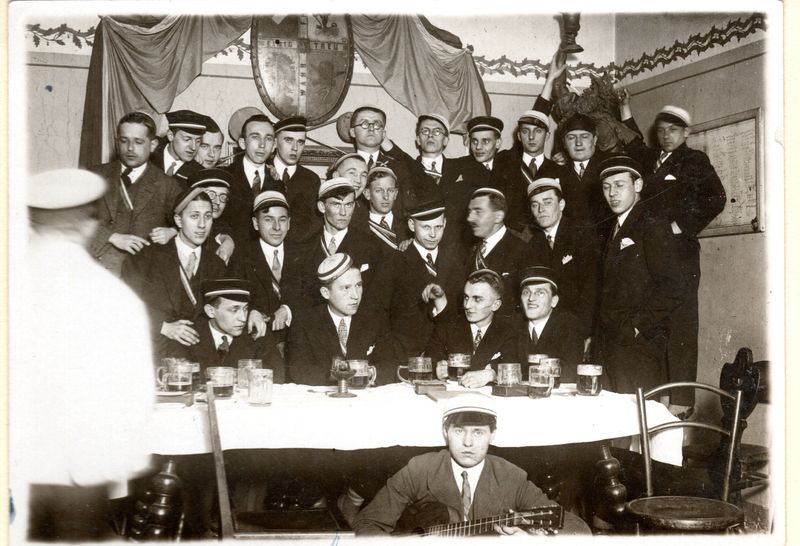
SC Kneipe Prag (März 1930): Angehörige der Prager Corps Frankonia und Suevia auf der Kneipe der Schwaben

In den Kösener Senioren-Convents-Verband kam der Prager SC erst 1919. Die Donaumonarchie war zerbrochen, Prag zur Hauptstadt der Tschechoslowakei geworden. Die Corps in Österreich und Deutschland hatten die „großdeutsche“ Erfahrung des Ersten Weltkrieges gemacht. Nach dem Vertrag von Saint-Germain wollten alle Verbindungen in Prag bleiben. Bei den Prager Corps lebten fast alle Alten Herren in Böhmen (und zum kleinen Teil in Wien). Die Corps konnten nicht verlegen, weil sie keine Basis für eine auswärtige Rekonstitution hatten.
Frankonia rekonstituierte am 1. März 1921. Die Rekonstitution wurde vom HKSCV nicht anerkannt. Frankonia suspendierte am 26. September 1922.
Das (Kösener) Corps Frankonia wurde am 26. November 1922 unter Übernahme der Traditionen aus der Zeit 1861–1880 und 1921–1922 gestiftet und am selben Tag in den SC recipiert. Die Wassersportliche Vereinigung in Berlin leistete wesentliche Hilfe.
Austria konnte bei ihrem Namen in der Tschechoslowakei so wenig bleiben wie Austria Brünn (und Austria Czernowitz); aber von den Universitäten im restlichen Österreich war Wien überlaufen, Graz zu weit weg und Salzburg zu klein. Auf Betreiben des Rhaetiers Wieser verlegte Austria am 30. Mai 1919 nach Innsbruck. Am 11. Juni 1919 änderte sie die Farben in Schwarz-weiß-gelb. Da die Verhältnisse in Innsbruck nicht besser waren als in Prag, wurde beschlossen an die neue Johann Wolfgang Goethe-Universität Frankfurt am Main zu gehen. Austria wurde am 20. September 1919 in den HKSCV recipiert und eine Woche später durch reaktivierte Alte Herren rekonstituiert.
Suevia wurde am 4. Juni 1919 in den KSCV recipiert. Als die Zugehörigkeit zu einem ausländischen Verband verboten wurde, trat sie am 27. Oktober 1933 aus dem KSCV aus.
Als das Dritte Reich entstanden war, verließen Frankonia Prag, Suevia Prag, Marchia Brünn und Frankonia Brünn 1933 den KSCV. 1934 gründeten sie den Prager Senioren-Convents-Verband. Im Protektorat Böhmen und Mähren hinfällig geworden, wurde er 1939 aufgelöst.
Heute bestehen noch zwei Prager Corps:
- Corps Frankonia-Prag zu Saarbrücken
- Corps Austria Frankfurt am Main